# Valeri Domòvtxiski
Valeri Domòvtxiski (en búlgar: Валери Домовчийски), IPA: [ˈfəlɛri dɔˈmɔftɕiesxi]; nascut el 5 d'octubre de 1986) és un futbolista búlgar del Hertha BSC de la 2. Bundesliga.